# Tubulipora aliciae
Tubulipora aliciae är en mossdjursart som beskrevs av Soule, Soule och Chaney 1995. Tubulipora aliciae ingår i släktet Tubulipora och familjen Tubuliporidae. Inga underarter finns listade i Catalogue of Life.